# Pachycondyla castaneicolor
Pachycondyla castaneicolor (Dalla Torre, 1893) è una formica della sottofamiglia Ponerinae.

## Descrizione

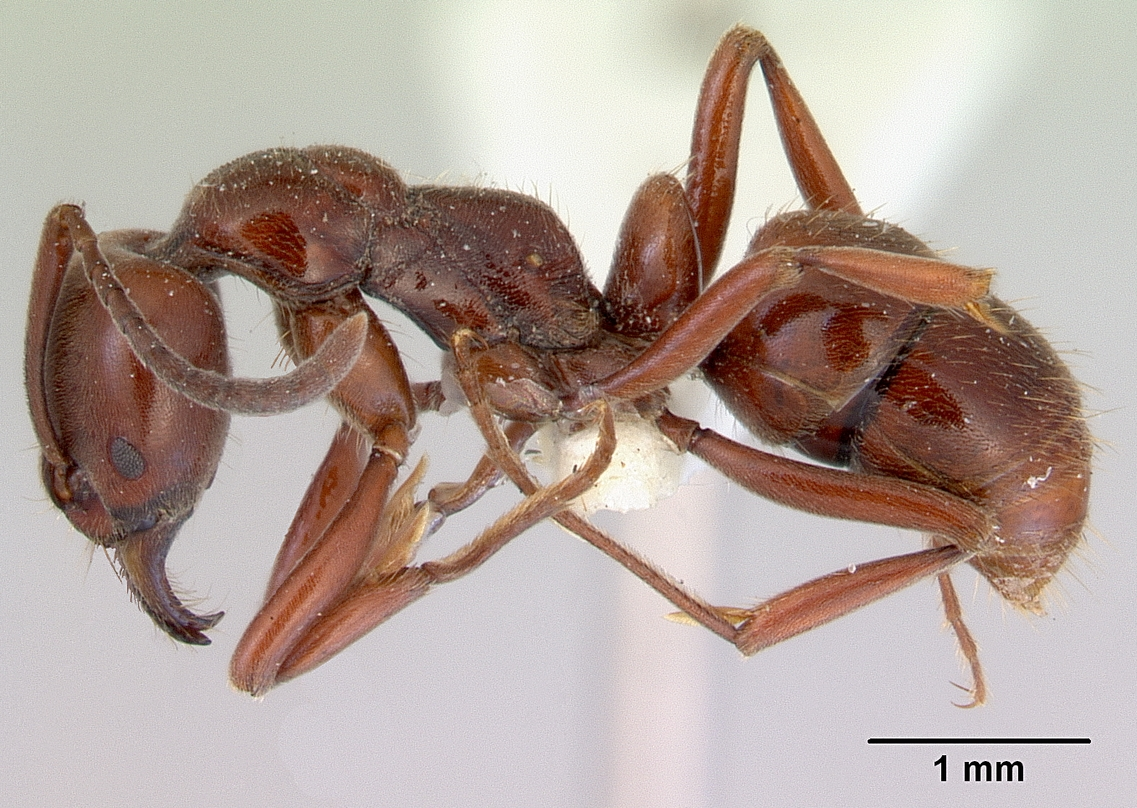
Visione laterale
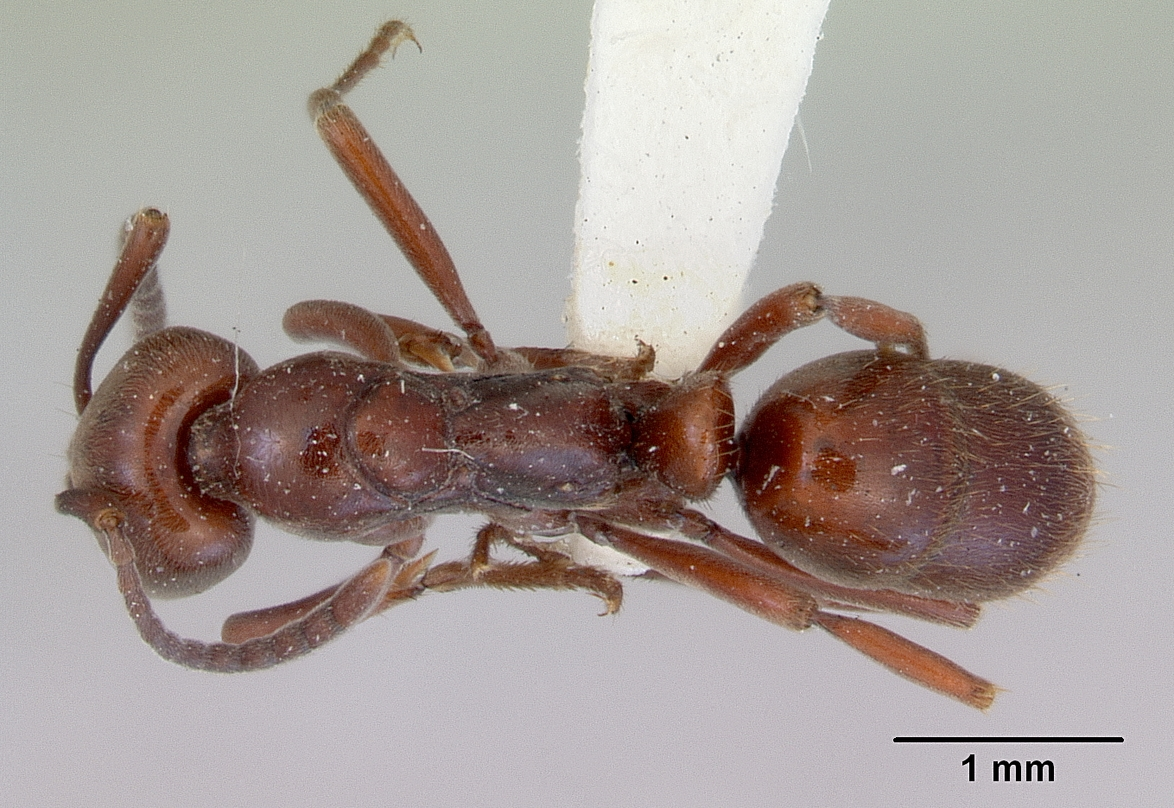
Visione dorsale
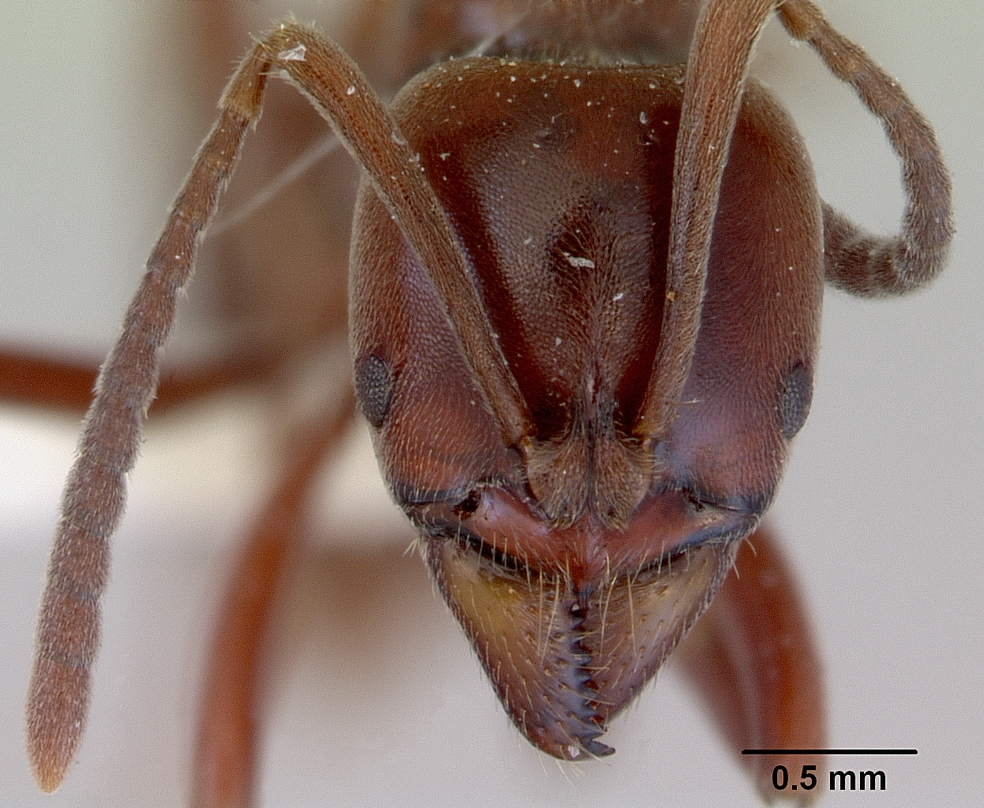
Testa

## Distribuzione e habitat
La specie è endemica dell'Isola del Nord e del nord e nord-est dell'Isola del Sud, le due maggiori isole della Nuova Zelanda.